# Centrale nucléaire de Belleville
La centrale nucléaire de Belleville, ou centre nucléaire de production d'électricité (CNPE) de Belleville-sur-Loire, est situé sur la commune française de Belleville-sur-Loire, au nord-est du département du Cher, sur la rive gauche de la Loire, au carrefour de quatre départements (le Cher, la Nièvre, l'Yonne et le Loiret) et de deux régions administratives (la Bourgogne-Franche-Comté et le Centre-Val de Loire).
La centrale nucléaire de Belleville-sur-Loire est l'une des quatre centrales (sur la Loire) de la région Centre-Val de Loire, les trois autres sont Dampierre, Saint-Laurent-des-Eaux et Chinon.

## Situation
Le site de la centrale, qui s'étend sur 170 hectares, est implanté sur le territoire des communes de Belleville-sur-Loire et de Sury-près-Léré. Neuvy-sur-Loire est en face sur la rive droite, Cosne-Cours-sur-Loire à dix kilomètres en amont et Bonny-sur-Loire à six kilomètres en aval.

## Présentation
La centrale comporte deux unités de type réacteur à eau pressurisée (REP) de 1 300 mégawatts (MW) chacune appartenant au palier P'4.
À fin 2016, la centrale emploie 781 salariés EDF et 265 salariés permanents d'entreprises prestataires. La centrale contribue à la fiscalité locale à hauteur d'environ cinquante millions d'euros par an, dont sept millions pour la taxe foncière.

## Historique
- Les travaux de construction de la centrale de Belleville ont lieu entre 1979[6] et 1988.
- 1987 : mise en service de l'unité de production no 1.
- 1988 : mise en service de l'unité de production no 2.
- 1994 : la production atteint 100 TWh[6].
- 2009 : l'unité de production no 1 reçoit une visite décennale.
- 2010 : l'unité de production no 2 reçoit une visite décennale.
- 2015 : record historique de production avec 19,7 TWh produits sur une année[6].
- Dans le cadre du Grand carénage lancé par EDF en 2016, la centrale fait l'objet de différents travaux dont le but est d'augmenter le niveau de sûreté des deux unités centrales[7]. Un bâtiment « Compétences » est construit en juillet et accueille notamment un simulateur destiné à la maintenance des réacteurs. Des protections contre les vents violents sont également ajoutées sur la tuyauterie[7].

### Caractéristiques des réacteurs
Les caractéristiques détaillées de chaque réacteur sont les suivantes :
| Nom du réacteur | Modèle       | Capacité [MW]   | Capacité [MW] | Capacité [MW] | Exploitant | Constructeur | Début de construction | Raccordement au réseau | Mise en service commerciale |
| Nom du réacteur | Modèle       | Thermique (MWt) | Brute (MWe)   | Nette (MWe)   | Exploitant | Constructeur | Début de construction | Raccordement au réseau | Mise en service commerciale |
| --------------- | ------------ | --------------- | ------------- | ------------- | ---------- | ------------ | --------------------- | ---------------------- | --------------------------- |
| Belleville-1    | P'4 REP 1300 | 3 817           | 1 363         | 1 310         | EDF        | Framatome    | mai 1980              | octobre 1987           | juin 1988                   |
| Belleville-2    | P'4 REP 1300 | 3 817           | 1 363         | 1 310         | EDF        | Framatome    | août 1980             | juillet 1988           | janvier 1989                |

### Surveillance
Du 13 septembre 2017 au 15 janvier 2020, l'ASN a placé « sous surveillance renforcée » la centrale de Belleville-sur-Loire, notamment en raison de la dégradation du niveau de sûreté constatée depuis 2016.

## Unité d'intervention
La centrale nucléaire de Belleville-sur-Loire dispose d'une équipe chargée de la sûreté composée de huit ingénieurs et quatre auditeurs. Organisés en astreinte, ils peuvent être sollicités en dehors des heures ouvrables, 24 heures sur 24. Chaque année, les 781 salariés de la centrale de Belleville consacrent plus de 95 000 heures (122 heures par personne soit environ quinze jours de travail par personne par an) à leur formation dont une grande partie est faite sur simulateur, réplique exacte de la salle des commandes.

## Contrôles de l'environnement
La centrale nucléaire de Belleville-sur-Loire est certifiée ISO 14001 en 2003.
Le Laboratoire « environnement » de la centrale de Belleville procède à une surveillance permanente et systématique. Les eaux souterraines et les eaux de pluie ainsi que les végétaux (herbe) et le lait de vache sont contrôlés dans un périmètre de cinq kilomètres autour de la centrale. En 2016, 18 000 analyses ont été réalisées pour contrôler les rejets et leur impact sur l'environnement.
Ces mesures quotidiennes, hebdomadaires ou mensuelles sont complétées par des contrôles indépendants réalisés par l'IRSN.

## Projet de construction d'une piscine de stockage
En 2018, afin de soulager le site de la Hague dont l'ASN alertait du risque de saturation d'ici 2030, EDF envisageait de construire une piscine de stockage de combustible usé sur le site de Belleville.
En juin 2020, le président du conseil régional Centre-Val de Loire, annonce que le projet est abandonné.

## Opposition
Des militants de Greenpeace ont pénétré par effraction le 27 mars 2007 dans la centrale nucléaire de Belleville-sur-Loire afin d'inscrire sur l'une des tours de refroidissement des slogans d'opposition à la construction de l'EPR (réacteur pressurisé européen) à la centrale nucléaire de Flamanville. Ces militants ont été condamnés à quinze jours de prison avec sursis et 53 229,38 euros de dommages et intérêts.
Le 17 février 2015, le Réseau Sortir du nucléaire de Berry-Puisaye a déposé une plainte pour trente-quatre infractions[Lesquelles ?] constatées en 2014 à la centrale de Belleville. Cette plainte a été classée sans suites par le parquet de Bourges.

## Photos

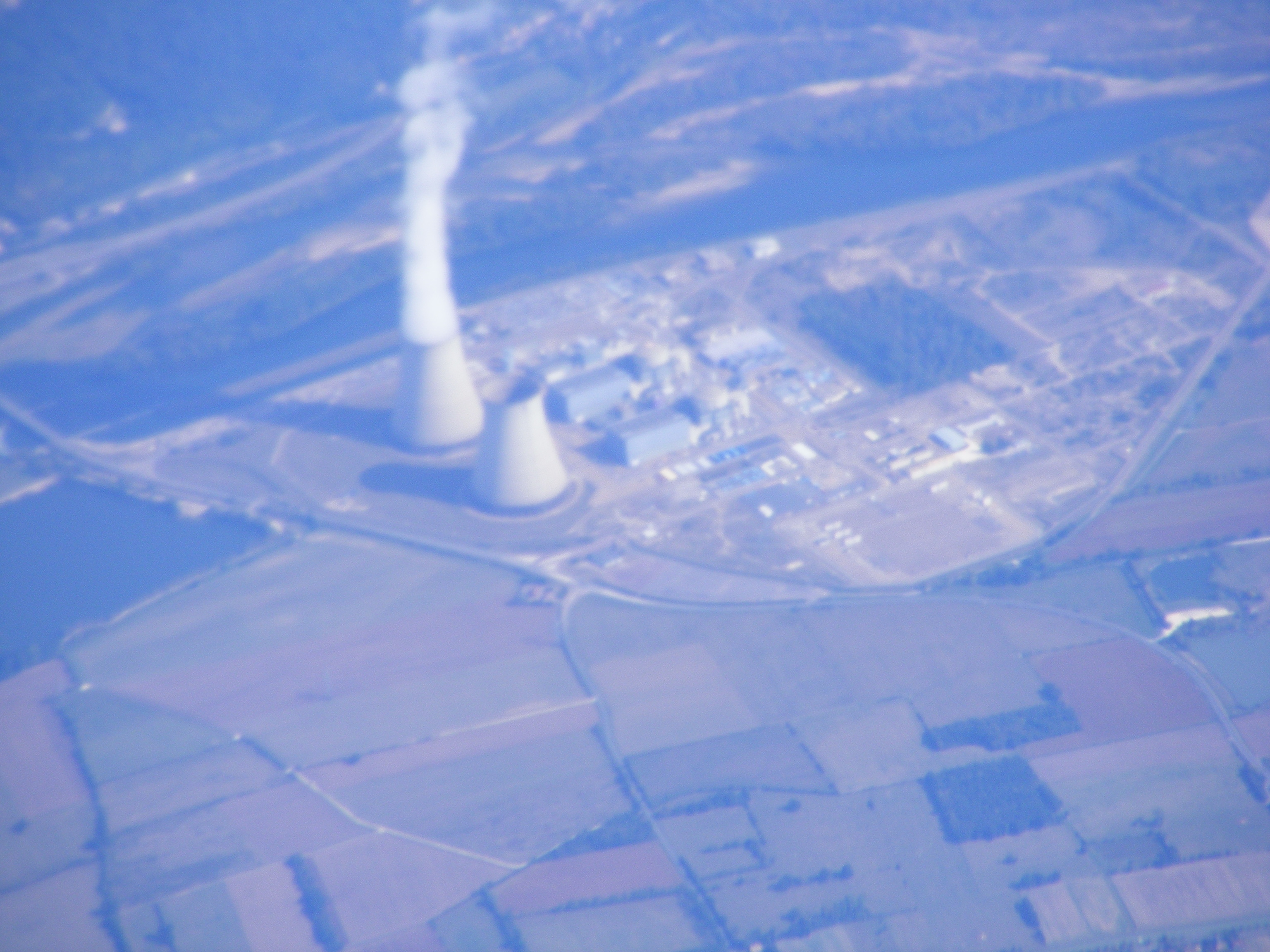
Vue d'avion de la centrale.
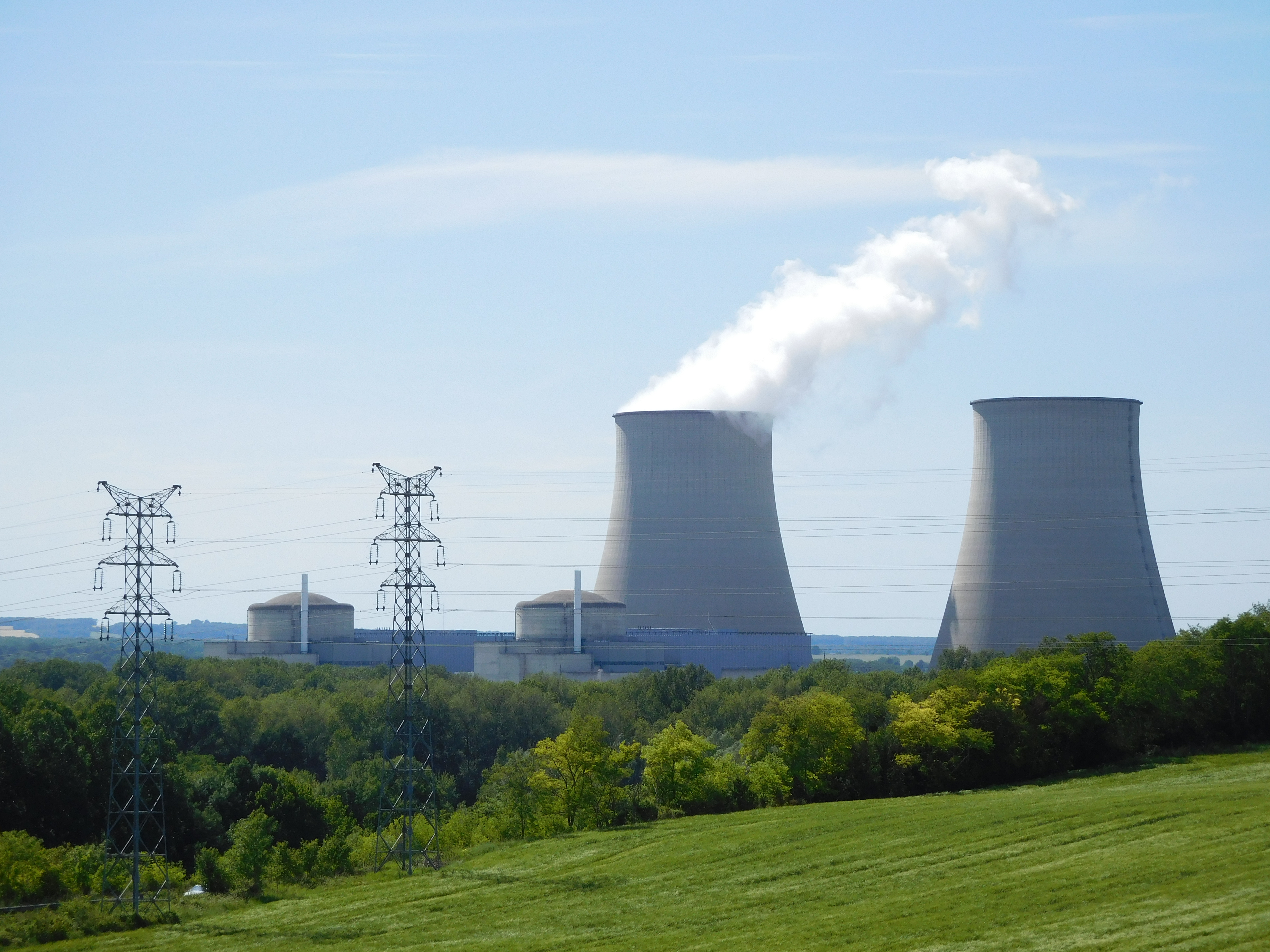
Depuis la rive droite de la Loire, en amont.
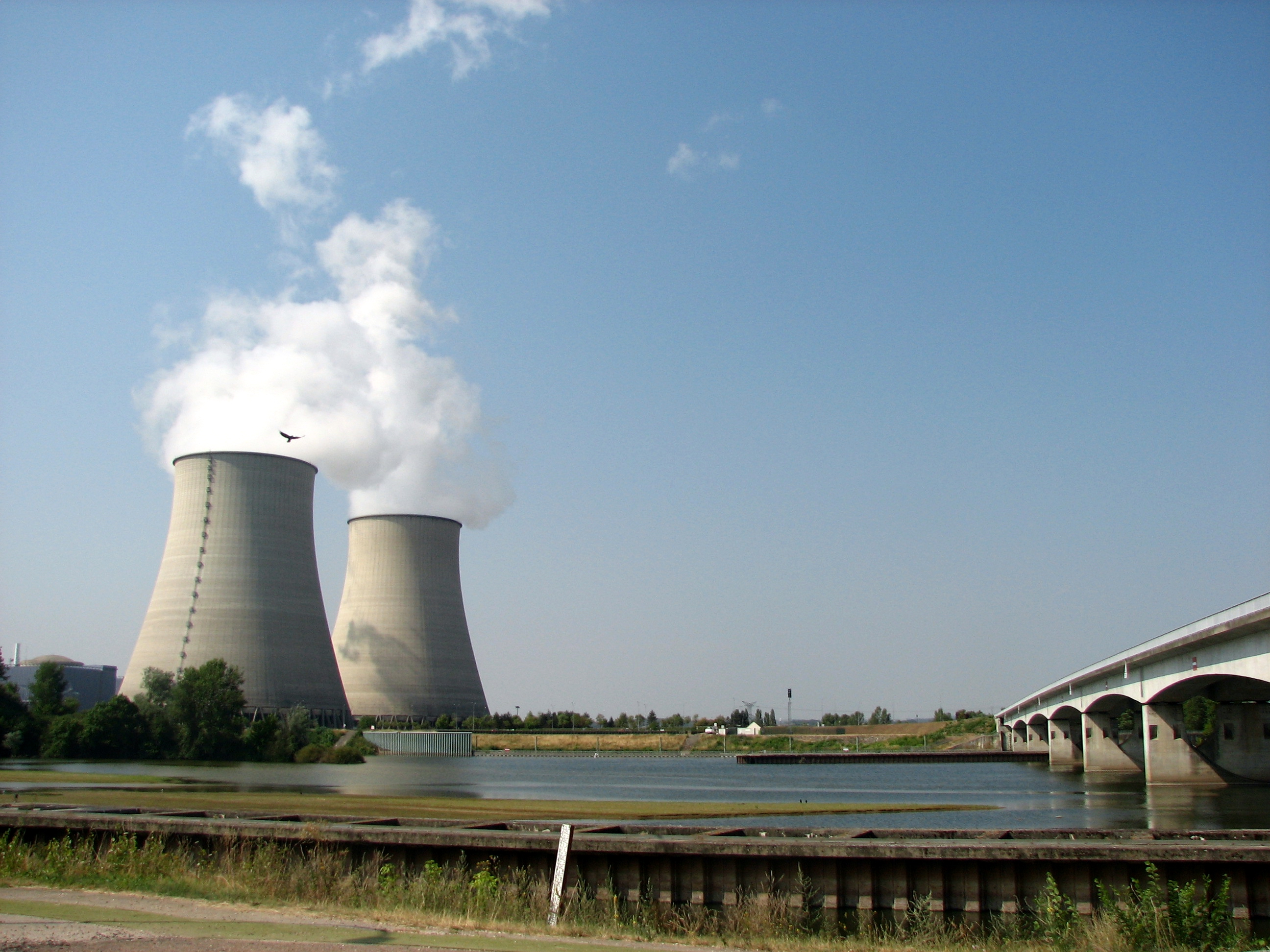
Depuis la rive droite de la Loire, en aval.
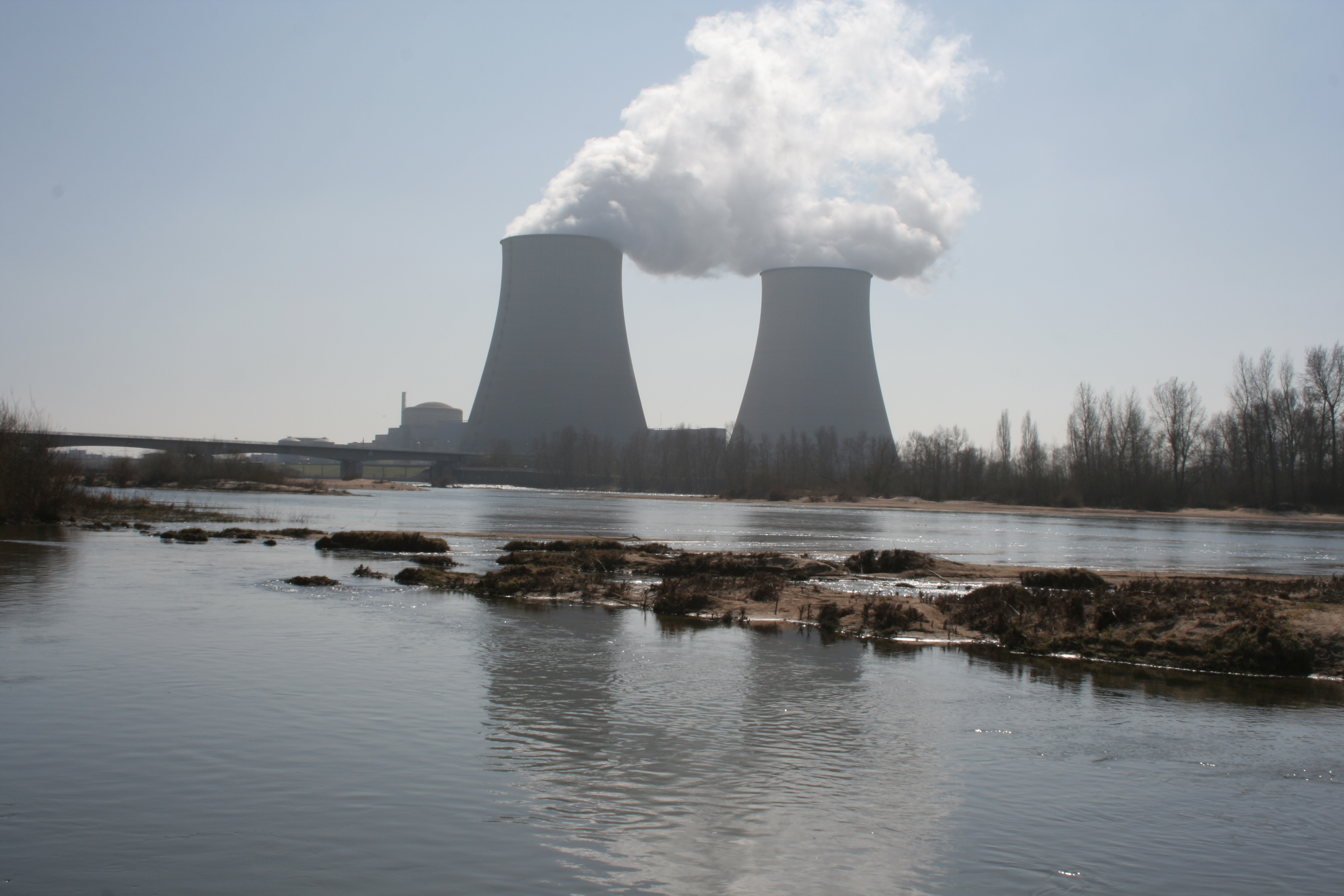
Depuis la rive droite de la Loire, en aval.
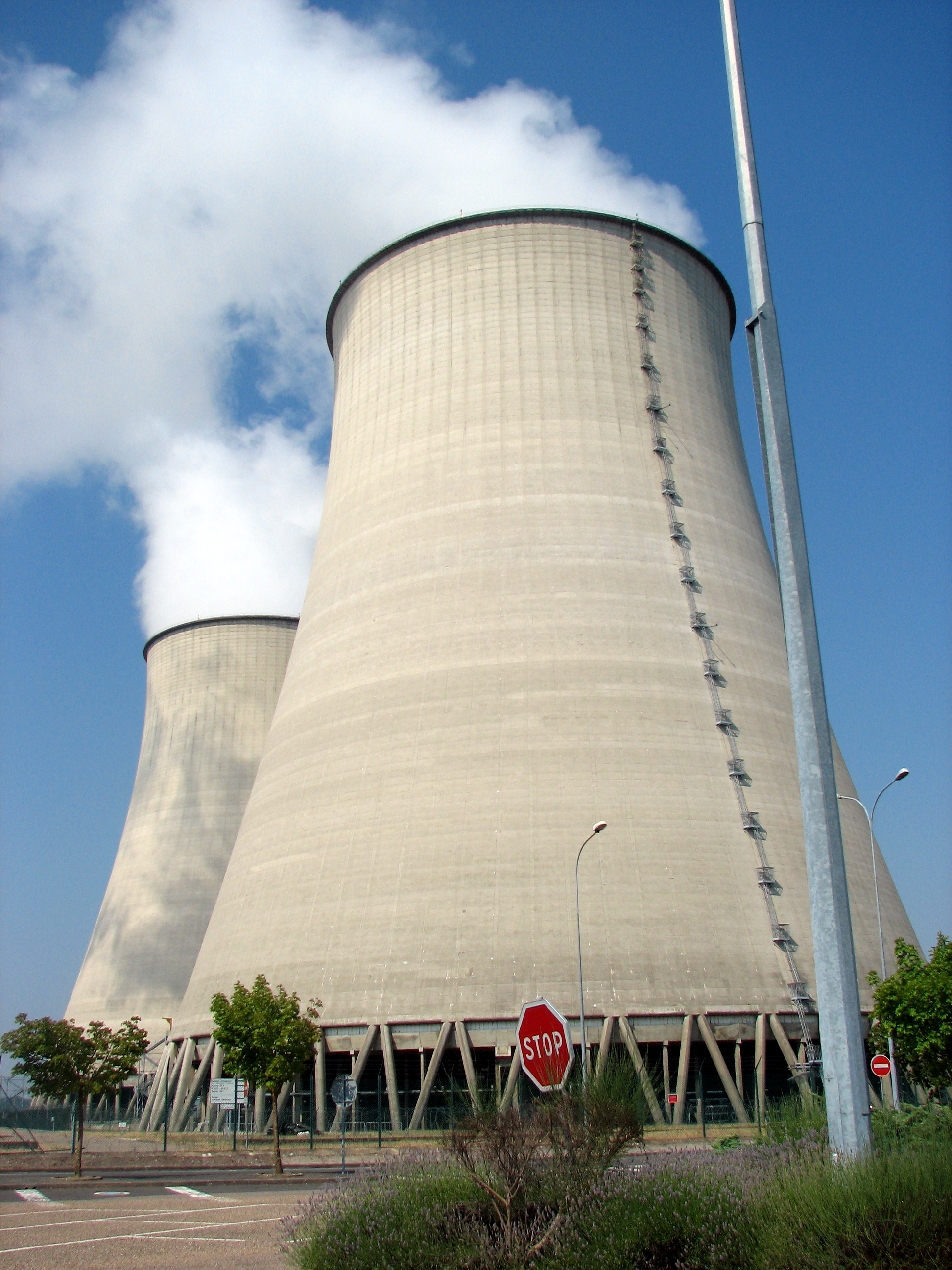
Les deux tours de refroidissement.
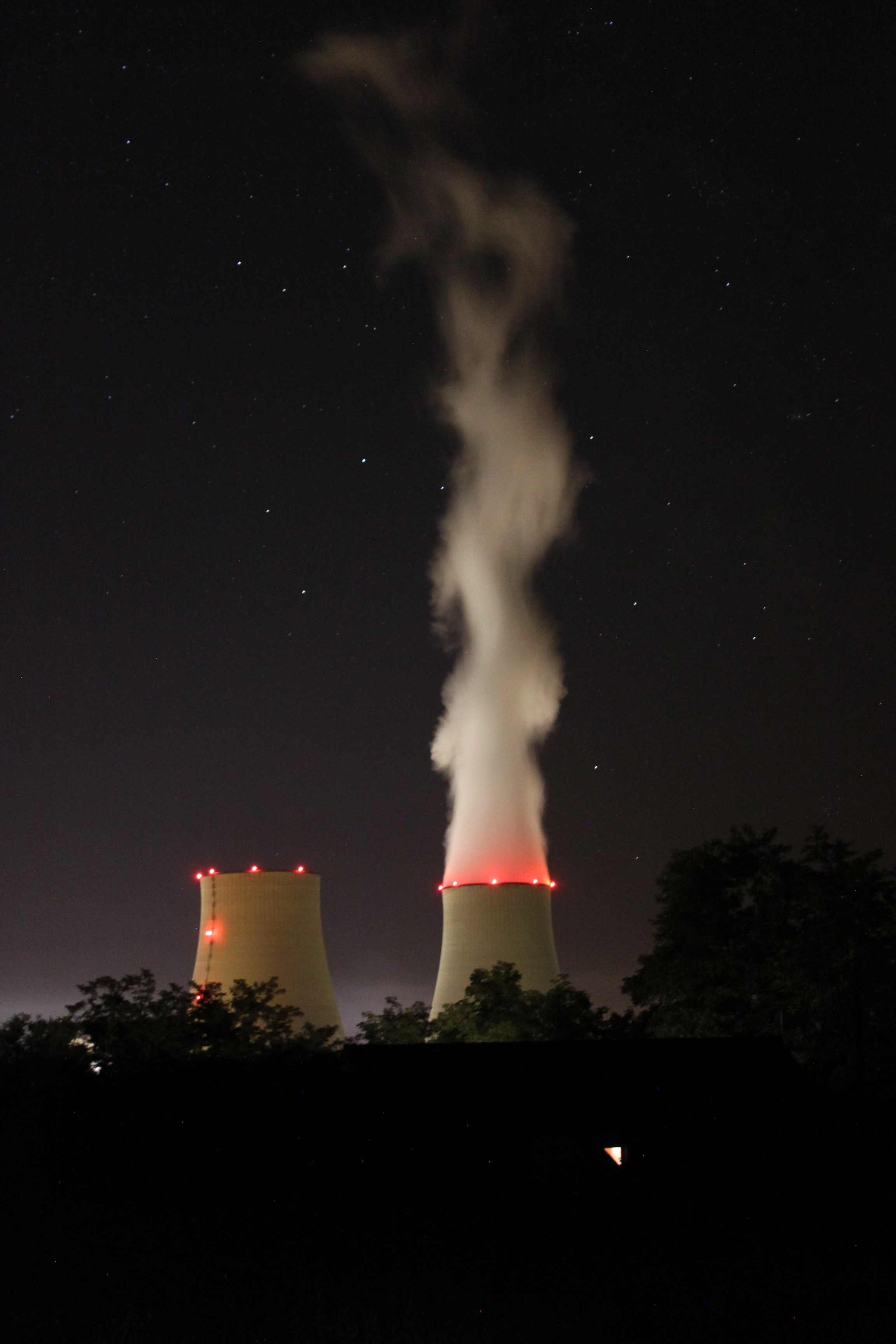
Vue nocturne des tours de refroidissement.